# Vahan Hovhanessian
Vahan Hovhanessian (en arménien : Վահան Հովհաննիսեան), né Sarkis Hovhanessian le 13 novembre 1963 à Bagdad, est un archevêque arménien, évêque du diocèse arménien de France entre 2014 et 2022.

## Biographie

### Jeunesse et origines familiales
Sarkis Hovhanessian naît le 13 novembre 1963 à Bagdad, fils du Dr Avedis et de Seta Hovhanessian,, natifs eux aussi de Bagdad. Il a un frère et deux sœurs. Du côté maternel, sa famille est rescapée du génocide arménien. Ainsi, ses grands-parents sont déportés ; sa grand-mère, originaire de Malatia, est obligée de quitter sa ville natale à 12 ans avec sa famille pour gagner le nord de l’Irak.

### Formation
Vahan Hovhanessian fait ses études à la Faculté d'électrotechnique de l'Université de Bagdad et en sort diplômé en 1985. Sous la tutelle de l'archevêque Avak Asadourian, primat du Diocèse arménien d'Irak, il poursuit ses études supérieures en théologie au Séminaire Saint-Nersès de New York et au Séminaire Saint-Vladimir dont il ressort en 1989 avec respectivement un diplôme en études de l'Église arménienne et une maîtrise en théologie. Sa thèse de fin d'études du Séminaire est intitulée Le Concile de Chahabivane, en 445 : Introduction, traduction et commentaire.
En 1990, Vahan Hovhanessian poursuit ses études de doctorat en écritures à l'Université Fordham de New York. En mai 1998, il y soutient avec succès sa thèse de doctorat intitulée La troisième épître aux Corinthiens et le retour de Paul à l'orthodoxie chrétienne.

### Carrière ecclésiale
Vahan Hovhanessian est ordonné diacre en 1987, puis, trois ans plus tard, prêtre (hiéromoine) Apegha (prêtre célibataire), en même temps qu'il rejoint l'Ordre monastique de Saint-Etchmiadzine. Il devient alors brièvement recteur de la paroisse de Bagdad, puis de celle de Mossoul.
Il est prêtre visiteur à la paroisse Sainte-Croix, New York (1991-1992), le sacristain par intérim de la cathédrale Saint-Vartan (1992-1993), prêtre de l'église arménienne Saint-Léon de Fair Lawn (1993-1999), doyen intérimaire du séminaire arménien Saint-Nersès à New Rochelle (1999-2000), et prêtre de l'église arménienne des Saints-Martyrs (2000-2010).
En 1994, Vahan Hovhanessian est élevé au rang de Vartabed (docteur de la foi).
En 2006, il est élevé au rang de Dzayrakuyn Vartabed (archimandrite suprême), après avoir soutenu avec succès sa thèse Les textes para-canoniques du Nouveau Testament et la traduction arménienne de la Bible, thèse en arménien au Séminaire théologique Gevorkian d'Etchmiadzine.
En 2008, il devient membre de la commission des thèses de l’Académie de théologie de Saint-Etchmiadzine.
En novembre 2011, il est nommé évêque des Arméniens du Royaume-Uni et d'Irlande après avoir été leur primat depuis 2009.
Après la démission de Norvan Zakarian fin octobre 2013, il le remplace en tant qu'évêque de France après son élection le 1er novembre 2014.
Il s'engage en faveur de l'Arménie et de l'Artsakh pendant la deuxième guerre du Haut-Karabagh.

## Publications
- (en) Third Corinthians : Reclaiming Paul for Christian Orthodoxy, Peter Lang, coll. « Studies in Biblical Literature », 2000, 202 p. (ISBN 978-0-8204-4527-4)
- Introduction pratique à la liturgie de l'Église apostolique arménienne, Imprimerie spéciale du Diocèse, 2018, 98 p. (ISBN 9780359002252)
- Manuel de formation pour les servants d'autel, Imprimerie spéciale du Diocèse, 2018, 98 p.
- (fr + hy) Ordo des prières communes de la Sainte Église apostolique arménienne : L'Office de nuit et l'Office de matin, Imprimerie spéciale du Diocèse, 2020, 33 p. (ISBN 978-1794823556)

### Collection «Explorons les racines de notre Église apostolique arménienne»
- La Sainte Bible et l'Église apostolique arménienne, vol. 1, Lulu.com, 2019, 48 p. (ISBN 978-0359154135)
- La Célébration de la Divine Liturgie, Badarak, dans l'Église apostolique arménienne, vol. 2, Lulu.com, 2019, 80 p. (ISBN 978-0359709168)
- Grand Carême : Des pages de la Bible aux pratiques contemporaines, vol. 3, Lulu.com, 2019, 42 p. (ISBN 978-0359553570)
- Catéchisme abrégé de l’Église apostolique arménienne pour les adolescents, vol. 4, Lulu.com, 2019, 58 p. (ISBN 978-0359827084)
- La confession de foi de l’Église apostolique arménienne : Havadamk, vol. 7, Lulu.com, 2020, 54 p. (ISBN 978-1716865916)
- « Né de l'eau et de l'esprit » : Notre renaissance du baptême dans l'Église apostolique arménienne, vol. 8, Lulu.com, 2021, 68 p. (ISBN 978-1678085780)

### Direction d'ouvrages
- (en) Exegesis and Hermeneutics in the Churches of the East : Select Papers from the SBL Meeting in San Diego, 2007, Peter Lang, 2009, 174 p. (ISBN 978-1-4331-0495-4)
- (en) The Old Testament as Authoritative Scripture in the Early Churches of the East, Peter Lang, coll. « Bible in the Christian Orthodox Tradition », 2010, 137 p. (ISBN 978-1-4539-0466-4)
- (en) The Canon of the Bible and the Apocrypha in the Churches of the East, Peter Lang, coll. « Bible in the Christian Orthodox Tradition », 2012, 113 p. (ISBN 978-1-4539-0529-6)
- (en) avec Tom Dykstra, Festschrift in Honor of Professor Paul Nadim Tarazi, vol. II : Studies in the New Testament, Peter Lang, coll. « Bible in the Christian Orthodox Tradition », 2015, 170 p. (ISBN 978-1-4541-9391-3)
- (en) avec Tom Dykstra, Festschrift in Honor of Professor Paul Nadim Tarazi, vol. III : Studies in Intertestamental, Extra-Canonical, and Early Christian Literature, Peter Lang, coll. « Bible in the Christian Orthodox Tradition », 2015, 196 p. (ISBN 978-1-4541-9389-0)
- (en) The School of Antioch : Biblical Theology and the Church in Syria, Peter Lang, coll. « Bible in the Christian Orthodox Tradition », 2016, 136 p. (ISBN 978-1-4541-9337-1)